# 河北省 (中華民国)
河北省（かほくしょう）は、かつて中華民国に存在した省。現在の中華人民共和国河北省の一部に相当する。

## 管轄区域
1928年（民国17年）6月28日、直隷省及び京兆地方を統合し河北省が設置された。北は遼寧省、熱河省、察哈爾省と、南は河南省、山東省、西は山西省とそれぞれ接し、東は渤海湾に面していた。
同年9月17日、宣化、赤城、万全、竜関、懐安、蔚県、延慶、涿鹿の各県が察哈爾省に移管され、現在の河北省の大部分、北京市及び天津市の市中心部を除く大部分、河南省、山東省の一部を含む140,235平方キロメートルの行政管轄区域とされた。1936年（民国25年）2月、河北省及び河南省の行政区画整理要請に基づき河北省の長垣、濮陽、東明の3県が河北省から河南省に、武安及び渉県の2県が河南省から河北省に移管されることが決定したが、こちらは実行されなかった。

## 行政区沿革
1928年（民国17年）6月28日、直隷省及び京兆地方を統合し河北省が設置された。省名は唐代に河北道が設置されたことによる。7月4日に省政府が天津市に設置された。

## 省会
1928年（民国17年）の省設置当初は天津市に省会が設置されたが、同年10月12日北平市に移転している。1930年（民国19年）10月、張学良により南京政府に対し省会を天津市に移転する上奏が行われ、10月15日に移転が完了している。1935年（民国25年）5月、日本軍の侵攻により冀東防共自治政府が成立すると、6月1日、省会は清苑県に移転した。1937年（民国26年）7月7日、盧溝橋事件により日中戦争が勃発すると清苑県は日本軍に占拠され、中華民国臨時政府（後の華北政務委員会）の管轄とされた。
その後中華民国河北省政府は亡命政府となったが、1945年9月20日に陝西省西安市で河北省政府が再編成され、11月には北平市（1946年7月14日から1947年11月10日までは清苑県に移転）に復帰している。

## 歴代省長
| 代 | 氏名   | 就任日     | 退任日 |
| -- | ------ | ---------- | ------ |
| 1  | 張錫鑾 | 1912年3月  | -      |
| 2  | 馮国璋 | 1912年9月  | -      |
| 3  | 趙秉鈞 | 1913年12月 | -      |
| 4  | 朱家宝 | 1914年2月  | -      |
| 5  | 曹錕   | 1916年9月  | -      |
| 6  | 王承斌 | 1923年10月 | -      |
| 7  | 盧永祥 | 1924年12月 | -      |
| 8  | 李景林 | 1924年12月 | -      |
| 9  | 孫岳   | 1925年12月 | -      |
| 10 | 褚玉璞 | 1926年3月  | -      |
| 11 | 商震   | 1928年6月  | -      |
| 12 | 徐永昌 | 1929年8月  | -      |
| 13 | 王樹常 | 1930年9月  | -      |
| 14 | 于学忠 | 1932年8月  | -      |
| 15 | 張厚琬 | 1935年6月  | -      |
| 16 | 商震   | 1935年6月  | -      |
| 17 | 宋哲元 | 1935年12月 | -      |
| 18 | 馮治安 | 1936年11月 | -      |
| 19 | 鹿鍾麟 | 1938年6月  | -      |
| 20 | 龐炳勲 | 1940年2月  | -      |
| 21 | 馬法五 | 1943年6月  | -      |
| 22 | 孫連仲 | 1945年9月  | -      |
| 23 | 楚渓春 | 1947年12月 | -      |

## 行政区画

### 県級行政区画
中華人民共和国成立直前の管轄県は下記の通り。（50音順）
- 市
  - 石門市:1925年8月、獲鹿県の石荘、休門村地区に新設される。
  - 天津市:1928年、天津県城区より分割される。
  - 唐山市:1948年、灤県唐山鎮に新設される。
  - 北平市

- 県
  - 安国県:清代の祁州。1913年2月に祁県、1914年1月に安国県に改称。
  - 安次県:清代の安東県。1914年1月に改称。
  - 安平県
  - 威県
  - 永清県
  - 塩山県
  - 宛平県:清代の順天府城附郭県。1913年6月、北京城より分割される。
  - 懐柔県
  - 河間県
  - 獲鹿県
  - 完県
  - 邯鄲県
  - 冀県
  - 堯山県
  - 曲周県
  - 曲陽県
  - 玉田県
  - 巨鹿県
  - 薊県
  - 景県
  - 慶雲県
  - 邢台県
  - 鶏沢県
  - 献県
  - 元氏県
  - 固安県
  - 交河県
  - 香河県
  - 藁城県
  - 衡水県
  - 広宗県
  - 広平県
  - 高邑県
  - 高陽県
  - 浭陽県:1947年11月、豊潤県南部に新設される。
  - 興隆県
  - 呉橋県
  - 故城県
  - 沙河県
  - 三河県
  - 賛皇県
  - 磁県
  - 粛寧県
  - 遵化県
  - 順義県
  - 昌平県
  - 饒陽県
  - 昌黎県
  - 徐水県:清代の安粛県。1914年6月に改称。
  - 晋県
  - 深県
  - 新河県
  - 深沢県
  - 新鎮県:清代の保定県。1914年6月に改称。
  - 新城県
  - 新楽県
  - 青県
  - 成安県
  - 清苑県:清代の保定県附郭県。
  - 清河県
  - 静海県
  - 井陘県
  - 清豊県
  - 遷安県
  - 滄県
  - 棗強県
  - 束鹿県
  - 大興県:清代の順天府附郭県。1913年6月、北京城より分割される。
  - 大城県
  - 大名県
  - 涿県
  - 趙県
  - 長垣県
  - 通県
  - 定県
  - 定興県
  - 天津県
  - 唐県
  - 東光県
  - 東明県
  - 内丘県
  - 南宮県
  - 南皮県
  - 南楽県
  - 南和県
  - 任県
  - 任丘県
  - 寧河県
  - 寧津県
  - 寧晋県
  - 覇県
  - 柏郷県
  - 博野県
  - 肥郷県
  - 武強県
  - 阜城県
  - 武清県
  - 撫寧県
  - 阜平県
  - 武邑県
  - 文安県
  - 平郷県
  - 平谷県
  - 平山県
  - 房山県
  - 豊潤県
  - 望都県
  - 宝坻県
  - 濮陽県
  - 満城県
  - 密雲県
  - 無極県
  - 雄県
  - 容城県
  - 淶源県:清代の広昌県。1914年1月に改称。
  - 淶水県
  - 楽亭県
  - 灤寧県:1947年11月、灤県南部に新設される。
  - 隆平県
  - 良郷県
  - 臨城県
  - 臨楡県
  - 蠡県
  - 霊寿県
  - 盧竜県
- 設治局
  - 新海設治局:1937年8月、滄県、塩山県の沿岸地区に新設される。
  - 都山設治局:1933年8月、遷安県及び撫寧県の長城以北の地域に新設される。

### 行政督察区
行政督察制度は省政府と県政府の間に中間行政機構を設置し、各県を監督させる制度である。江蘇省では1932年（民国21年）、南京政府が発布した『各省行政督察専員暫行条例』に依拠し全省を10行政監督区に分割、各県を監督した。1937年（民国26年）3月には17区に改編されている。
1937年（民国28年）に日中戦争が勃発すると中華民国は河北省の統治権を喪失したが、行政組織上は行政督察区が設置され、全省を18区とする関連法令が発布されたが実施されることはなかった。
1945年（民国34年）11月、日本の敗戦に伴い行政権を回復した中華民国は全省を18区とする行政督察区を設置し、1949年（民国38年）の中華人民共和国建国まで沿襲された。